# Uffe Ellemann-Jensen

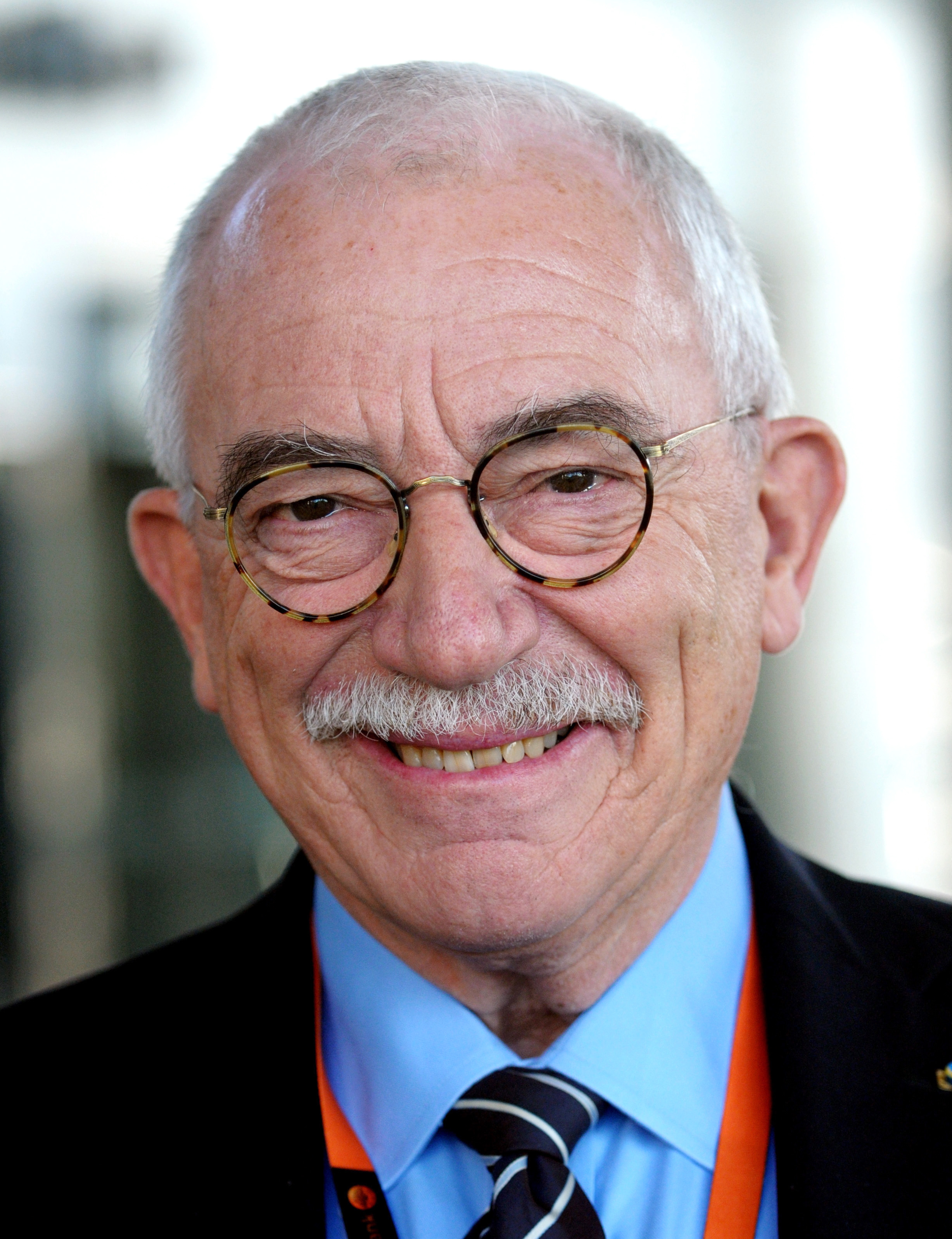
Uffe Ellemann-Jensen (2009)

Uffe Ellemann-Jensen (* 1. November 1941 in Haarby, Assens auf Fünen; † 18. Juni 2022) war ein dänischer Politiker der liberalen Venstre. Er war von 1982 bis 1993 Außenminister Dänemarks. Von 1984 bis 1998 war er Vorsitzender der Venstre und von 1995 bis 2000 Vorsitzender der Europäischen Liberalen, Demokraten und Reformer.

## Leben
Uffe Ellemann-Jensen war der Sohn des Journalisten und Venstre-Abgeordneten Jens Peter Jensen (1922–1993) und der Edith Ellemann. Nach dem Besuch des Gymnasiums in Birkerød auf Seeland leistete Uffe Ellemann-Jensen Wehrdienst und blieb dem Artillerieregiment der Krone danach auch als Reserveoffizier verbunden. Von 1962 bis 1969 studierte er Politikwissenschaft an der Universität Kopenhagen. Noch vor seinem Abschluss als candidatus politices begann er 1967 als Journalist zu arbeiten, zunächst für Berlingske Aftenavis, wo er 1969–70 die Wirtschaftsredaktion leitete, dann von 1970 bis 1975 für das Nachrichtenprogramm des DR-Fernsehen. Dort präsentierte er unter anderem als Moderator die Wahlsendung zur dramatischen Folketingswahl 1973. 1975 wurde er für ein Jahr Chefredakteur der Wirtschaftszeitung Dagbladet Børsen und zugleich Direktor des Børsen-Verlags.
1977 wurde er für die rechtsliberale Venstre-Partei im westlichen Wahlkreis von Århus Amt erstmals ins Parlament (Folketing) gewählt, dem er neun Legislaturperioden lang bis 2001 angehörte. Von 1978 bis 1982 war Ellemann-Jensen Venstres politischer Berichterstatter im Folketing, von 1978 bis 1981 Aufsichtsratsmitglied der dänischen Nationalbank.
In der konservativ geführten Regierung von Poul Schlüter war er von 1982 bis 1993 Außenminister. Von 1984 bis 1998 war er außerdem Vorsitzender seiner Partei. Ellemann-Jensen vertrat wirtschaftsliberale Positionen und war ein ausgesprochener Befürworter der Europäischen Union und der NATO. Nach dem Ende des Kalten Krieges setzte er sich besonders für die Unabhängigkeit der drei baltischen Republiken von der Sowjetunion ein. Dänemark war der erste EG-Staat der diplomatische Beziehungen zu Estland, Lettland und Litauen aufnahm. Das knappe Nein in der dänischen Volksabstimmung über den Vertrag von Maastricht 1992 bedeutete eine Niederlage für Ellemann-Jensen und seine Partei. Er konnte jedoch im Edinburgh-Abkommen vier Ausnahmeregeln vom Maastricht-Vertrag für Dänemark aushandeln (in den Bereichen Sicherheits- und Verteidigungspolitik, Justiz und Inneres, Wirtschafts- und Währungsunion sowie Unionsbürgerschaft). Mit diesen sogenannten Opt-outs fand der Vertrag dann in einem zweiten Referendum 1993 eine klare Mehrheit.
In den Jahren 1995 bis 2000 stand Ellemann-Jensen der Föderation der europäischen Liberalen (ELDR) vor. Zudem war er von 1993 bis 2002 Vorstandsmitglied, ab 1994 stellvertretender Vorsitzender des grönländischen Fischereiunternehmens Royal Greenland. Von 1996 bis 1999 gehörte er dem Vorstand der dänischen Nationalbank an.
Durch den damaligen estnischen Staatspräsidenten Lennart Meri wurde Ellemann-Jensen zum Mitglied der internationalen sogenannten Max-Jakobson-Kommission ernannt, die zwischen 1999 und 2008 die Verbrechen des Sowjetkommunismus und Nationalsozialismus in Estland aufarbeitete und mehrere Berichte dazu veröffentlichte.
Ellemann-Jensen war zweimal verheiratet, seine zweite Ehefrau Alice Vestergaard (* 1937) ist ebenfalls Journalistin, war Chefredakteurin der Sonntags-B.T. und Leiterin der Kopenhagen-Redaktion von TV 2. Seine Tochter Karen (* 1969) und sein Sohn Jakob (* 1973) sind ebenfalls Venstre-Politiker und waren Minister.
Ellemann-Jensen litt am Ende seines Lebens an mehreren Erkrankungen. Nach einem Blutgerinnsel wurden ihm ein Stent und ein Herzschrittmacher eingesetzt. Später hörte er mit dem Rauchen auf. Außerdem hatte er Diabetes. Im August 2021 wurde der damals vollständig geimpfte Ellemann-Jensen für drei Wochen wegen COVID-19 mit schwerem Krankheitsverlauf im Krankenhaus behandelt. Der 2011 zunächst erfolgreich entfernte Prostatakrebs flammte später wieder auf. Am 13. Juni 2022 wurde er ins Rigshospitalet eingeliefert, wo er am 18. Juni 2022 im Alter von 80 Jahren an seiner Krebserkrankung starb.

## Schriften
- De nye Millionærer, 1971 („Die neuen Millionäre“)
- Det afhængige Samfund, 1972 („Die abhängige Gesellschaft“)
- Hvad gør vi ved Gudenåen? Et forureningsproblem i økonomisk belysning, 1973 („Was tun mit der Gudenå? Umweltverschmutzung aus wirtschaftlicher Perspektive“)
- Den truede velstand, 1974 („Der bedrohte Wohlstand“)
- Økonomi, 1975 („Wirtschaft“)
- Da Danmark igen sagde ja til det fælles, 1987 („Als Dänemark erneut Ja zur Gemeinschaft sagte“)
- Et lille land, og dog, 1991 („Ein kleines Land, und dennoch...“)
- Olfert Fischer i Golfen, 1991, („Olfert Fischer am Golf“)
- Din egen dag er kort, 1996 („Dein eigener Tag ist kurz“)
- Rent ud sagt – indfald og udfald, 1997 („Unverblümt – Einfälle und Ausfälle“)
- Sådan set, 1997 („So gesehen“) zusammen mit Erik Werner
- EU – derfor, 1998 („EU – deshalb“)
- Ude med Snøren. Fisk og mennesker jeg har mødt, 2001 („Draußen mit der Angel. Fische und Menschen, die ich getroffen habe“)
- Østen for solen. Et helt europa, 2002 („Östlich der Sonne. Ein ganzes Europa“)
- Fodfejl. Da Danmark svigtede under den kolde krig, 2004 („Fußfehler. Dänemarks Versagen im Kalten Krieg“)
- Det lysner i øst. Vejen til et helt Europa, 2006 („Es tagt gen Osten. Der Weg zu einem einigen Europa“)
- Nu gik det lige så godt, men så gik verden af lave, 2010 („Es ging recht gut, aber dann geriet die Welt aus den Fugen“)

## Auszeichnungen
- 1985: Großes Goldenes Ehrenzeichen am Bande für Verdienste um die Republik Österreich[10]
- 1992: Pfeifenraucher des Jahres
- 2002: Großkreuz des Dannebrogordens[11]
- 2004: Orden der Freiheit der Republik Slowenien in Silber